# Eleanor Roosevelt Award for Human Rights
De Eleanor Roosevelt Award for Human Rights is een prijs die van 1998 tot 2001 en daarna sinds 2005 wordt uitgereikt.
In 1998 riep president Bill Clinton de prijs in het leven en reikte hij hem tijdens zijn presidentschap uit aan personen die zich verdienstelijk hebben gemaakt voor de bevordering van de mensenrechten in de Verenigde Staten. Waarschijnlijk was Clinton niet de eerste die de prijs uitreikte.
De prijs werd voor het eerst uitgereikt tijdens het 50-jarige jubileum van de Universele verklaring van de rechten van de mens, ter ere van de rol die Eleanor Roosevelt - de vrouw van Franklin - speelde bij de totstandkoming van de verklaring.
Sinds 2002 werd de prijs niet uitgekeerd, totdat de arbeidersrechtenorganisatie American Rights at Work de prijs nieuw leven inblies en de prijs jaarlijks uitreikt aan personen, bedrijven en organisaties die zich met name voor arbeidersrechten hebben ingezet.

## Winnaars

### Tijdens de regering van Clinton
1998
- Robert L. Bernstein
- John Robert Lewis
- Bette Bao Lord
- Dorothy Q. Thomas
- Dolores Huerta

1999
- Charlotte Bunch
- Burke Marshall
- Jean Marshall
- Leon Sullivan

2000
- Tillie Black Bear
- Frederick Charles Cuny
- Norman Dorsen
- Elaine R. Jones
- Theodore Edgar McCarrick

2001
- Frank Wolf
- John Kamm
- Barbara Elliott

### Door American Rights at Work
2005
- Ossie Davis
- Catholic Healthcare West
- Harley-Davidson
- Student Labor Week of Action

2006
- Cingular Wireless
- Danny Glover
- Tom Morello
- Studs Terkel
- Walden Asset Management

2007
- Greg Mathis
- Human Rights Watch
- Kaiser Permanente

2008
- Gamesa Technology Corporation USA
- Kathleen Sebelius
- The Leadership Conference on Civil Rights

2009
- John J. Sweeney
- Richard Schiff en Bradley Whitford
- Business Leaders for a Fair Economy

2010
- Beth Shulman (postuum)
- Gerding Edlen Development
- Howard Zinn

2011
- James Cromwell
- United Streetcar
- Oprichters van de eigen organisatie American Rights at Work

2012
- DeMaurice Smith
- Bill Street en Per-Olof Sjöö
- Wilma B. Liebman